# كولونيو منزيزي
Cologno Monzese كولونيو منزيزي، مدينة شمال إيطاليا في إقليم لومبارديا ضمن مقاطعة ميلانو، 45 كم شمال مدينة ميلانو، عدد سكانها 47.753 نسمة ومساحتها 8,46 كيلومتر مربع.

## السكان
في سنة 1861 بلغ عدد السكان 2٬478 نسمة، وتطور العدد ليصل في سنة 2011 لـ 45٬786 نسمة.
يظهر هذا المخطط البياني تطور النمو السكاني لـ كولونيو منزيزي

## أعلام
- أرماندو برامبيا